# Ligyra guerinii
Ligyra guerinii är en tvåvingeart som först beskrevs av Macquart 1846.  Ligyra guerinii ingår i släktet Ligyra och familjen svävflugor. Inga underarter finns listade i Catalogue of Life.